# John Bigham, 1.º Visconde Mersey
John Charles Bigham, 1.º Visconde Mersey (3 de agosto de 1840 – 3 de setembro de 1929) foi um jurista e político britânico. Após sucesso como advogado, e um período de menos sucesso como político, o Lord Mersey foi nomeado juiz, dedicando-se particularmente ao Direito Comercial.
Após a sua aposentação, o Lord Mersey permaneceu ativo em questões de ordem pública, e é provavelmente melhor lembrado por liderar os inquéritos oficiais do Board of Trade relativos ao naufrágio dos navios RMS Titanic, RMS Lusitania, e RMS Empress of Ireland.

## Biografia

### Primeiros anos
Bigham nasceu em Liverpool, o segundo filho de John Bigham, um comerciante próspero, e a sua esposa Helen, née East. Recebeu instrução na Liverpool Institute High School for Boys, e na University of London, onde estudou Direito. 
Bigham deixou a universidade sem obter um grau académico. Ele, então, viajou até Berlim e Paris para continuar a sua formação. Tornou-se barrister em 1870 pelo Middle Temple, trabalhando lucrativamente na área do Direito Comercial na sua terra natal. A 17 de agosto de 1871, casou-se com Georgina Sarah Rogers, também oriunda de Liverpool. O primeiro dos seus três filhos, Charles Clive Bigham (mais tarde, o 2.º Visconde de Mersey), nasce-lhes em 1872.

### Barristere juiz
Em 1883, Bigham foi nomeado membro do Queen's Counsel (um grau de mérito conferido a advogados pela Coroa Britânica). Em 1885, iniciou-se na política, como candidato Liberal ao Parlamento do Reino Unido pelo círculo eleitoral de Toxteth, mas perdeu. Candidatou-se novamente, sem sucesso, em 1892. Foi finalmente eleito à terceira tentativa em 1895, como Liberal-Unionista. Nunca foi capaz de exercer um grande impacto político, e o seu interesse na política não era tanto quanto o seu interesse em direito, trabalho que continuou a exercer. Durante a sua última década como barrister, Bigham era tão requisitado que se tornou um dos advogados mais ricos da sua região.
Em 1895, Bigham foi nomeado juiz, continuando a trabalhar em Direito Comercial. Presidiu à comissão de caminhos-de-ferro em 1904, e reviu as sentenças do conselho de guerra durante a Segunda Guerra dos Bôeres. Em 1909 trabalhou com heranças, repartições de bens e divórcios, mas não sentiu uma grande afinidade pelo posto e aposentou-se em 1910 tendo, nesse mesmo ano, sido elevado ao pariato como Barão Mersey de Toxteth.

### Titanice outros inquéritos marítimos
Em 1912, Mersey recebeu a maior notoriedade até então quando foi nomeado pelo Lord Loreburn, o Lord Chancellor no governo de Herbert Henry Asquith, para encabeçar a comissão de inquérito acerca do naufrágio do RMS Titanic. O público criticou a maneira como o inquérito foi conduzido; houve quem achasse que Mersey tinha sido parcial e favorecido o Board of Trade, pouco se preocupando com os motivos pelos quais o navio afundou. Em 1913, Mersey presidiu à Convenção Internacional para a Salvaguarda da Vida no Mar, e juntou ao seu curriculum a presidência de mais três inquéritos marítimos: os dos naufrágios dos RMS Empress of Ireland (que teve lugar no Canadá em 1914), do Falaba e do RMS Lusitania em 1915. Relativamente a este último, Mersey é alvo de suspeitas por membros que defendem teorias de conspiração; o seu biógrafo Hugh Mooney escreve que tais suspeitas são pura conjetura, apesar de admitir que a conclusão do inquérito (que culpava exclusivamente a Alemanha pela tragédia) fora sem dúvida politicamente conveniente na altura (plena Primeira Guerra Mundial) Mersey foi elevado ao título de visconde em 1916.

### Velhice
Nos seus últimos anos, Mersey era atormentado pela surdez, mas continuou a trabalhar ativamente, regressando às salas de audiências aos oitenta anos, numa altura em que havia um grande número de processos de divórcio. A sua esposa morre em 1925 e ele sobrevive-lhe em quatro anos, morrendo em Littlehampton, Sussex, aos 89 anos de idade.